# 弘前医療福祉大学短期大学部
弘前医療福祉大学短期大学部（ひろさきいりょうふくしだいがくたんきだいがくぶ、英語: Hirosaki University of Heath and Welfare Junior College）は、青森県弘前市小比内3-18-1に本部を置く日本の私立大学。1965年創立、2002年大学設置。大学の略称はHWJC。

## 概観

### 大学全体
- 青森県弘前市に所在する日本の私立短期大学で、設置主体は学校法人弘前城東学園。キャンパスは、岩木山が眺望できる場所ににある。
- 1学科で入学定員100名体制で、2002年に弘前福祉短期大学として開学[注 2]。2009年には1学科2専攻、さらに2014年には学科を増設し、2学科[注 3]体制となる。
- 2018年度より1学科2専攻のうち1専攻が、2022年度にも残りの1専攻分がそれぞれ別科に格下げされたが新たに学科の増設で、以後2023年8月に至るまで、2学科、別科2課程体制となっている。

### 建学の精神（校訓・理念・学是）
- 弘前医療福祉大学短期大学部の教育方針
  - 人に共感できる豊かな人間性と、ホスピタリティー精神を兼ね備えた人材育成
  - 多様化する福祉のニーズを正しく理解して、幅広く深い教養と、総合的な判断力をもって問題解決できる人材育成
  - 介護に関する専門的知識と技術を福祉の現場で有効に活かし、リーダーとして地域に貢献できる人材育成

### 教育および研究
- 弘前医療福祉大学短期大学部では現在、救急救命士及び歯科衛生士の養成に力をいれており、この２つは東北地方では少数の短期大学となっている。2002年度当初は介護福祉士、2009年度より調理師の養成も開始された。

### 学風および特色
- 弘前医療福祉大学短期大学部は、少人数教育を重視している。在学者は青森県内をはじめ近隣の秋田県・岩手県など東北地方出身者が多いものとなっている。同短大の教員には、弘前大学との兼任者が多い。
- 2002年度の開学当初は介護福祉士、2009年度からは東北地方で初めての調理師養成課程をもつ短大となっている。
- 2014年度より日本の短期大学で初めての救急救命士養成課程が設置された。
- 2022年より、歯科衛生士養成を目的とする「口腔衛生学科」を新設する。北東北で初、北海道・東北では仙台市[注 4]に続いて2校目の短期大学の歯科衛生士養成学科設置となる。
- 調理師は2018年度入学生より、介護福祉士は2022年度入学生よりそれぞれ別科に格下げという措置をとっている。

## 沿革
- 1965年
  - 3月17日 左記を以て弘前市新寺町に弘前料理学院[注 5]の設置が認可される[1]。これを同短期大学の源流とされる。
- 1971年
  - 4月1日 弘前調理師学校を設置[2]。
- 1976年 専修学校法制定により、弘前料理学院を弘前調理専修学校、弘前調理師学校を弘前調理師専門学校にそれぞれ改組[2]。
- 1977年10月 同市城東中央4に校舎を移転。
- 1979年 2つの専修学校の運営母体を学校法人城東学園とする[2]。
- 1988年
  - 4月1日同学校法人が弘前介護福祉専門学校を設置[2]。
- 1993年 弘前調理師学校と弘前介護福祉専門学校を統合して、弘前ホスピタリティーアカデミーを開校[2]。
- 2000年
  - 9月 この頃より、短期大学の設置に向けた設計を行う[3]。
- 2001年
  - 12月20日 左記を以て文部科学省より短期大学の設置が認可される[4]。
- 2002年
  - 4月1日 左記を以て弘前福祉短期大学が以下の学科体制にて開学する[5]。
    - 生活福祉学科[注 6]。
- 2009年
  - 1月16日弘前医療福祉大学短期大学部 に改称[7]。
  - 4月1日 左記を以て生活福祉学科を以下の専攻に分離[7]。
    - 介護福祉専攻[注釈 2]
    - 食育福祉専攻[注釈 3]
- 2014年
  - 4月1日 救急救命学科を置く[8]。
- 2017年
  - 4月1日 生活福祉学科食育福祉専攻の学生募集を本年度で最終とする[注 7]。
- 2019年
  - 4月1日 学科名を以下の通り変更する[10]。
    - 生活福祉学科介護福祉専攻→介護福祉学科
- 2022年
  - 4月1日 介護福祉学科の学生募集を本年度で最終とする[注 8]。
- 2022年
  - 4月1日 口腔衛生学科が新設される。
  - 同 地域安全防災研究所が設置される[11]。

## 基礎データ

### 所在地
- 青森県弘前市小比内[注釈 1]3-18-1

### 年度別学生数
- 年度毎の学生数はその該当年度の5月1日時点でのデータである。

| -      | 入学定員 | 総定員 | 学生数     | 出典   |
| ------ | -------- | ------ | ---------- | ------ |
| 2002年 | 100      | 100    | 男44 女57  | [ 12 ] |
| 2003年 | 100      | 200    | 男84 女120 | [ 13 ] |

## 教育および研究

### 組織

#### 学科
- 生活福祉学科→
  - 介護福祉専攻[注 9]
  - 食育福祉専攻[注 10]
- 救急救命学科
- 口腔衛生学科

#### 別科
- 調理師養成・1年課程
- 介護福祉科

#### 取得資格について
- かつて介護福祉専攻では介護福祉士国家試験受験資格、食育福祉専攻では調理師資格がそれぞれ卒業と同時に取得できるようになっていた。現在は各々、別科に踏襲された。
- 救急救命学科では救急救命士の受験資格が与えられる。
- 口腔保健学科では、歯科衛生士の受験資格が与えられる。

## 施設

### キャンパス
- 交通アクセス：弘南鉄道弘南線運動公園前駅下車。
- 設備：図書館・介護実習室・調理実習室・体育館

## 対外関係

### 姉妹校
- 弘前ホスピタリティーアカデミー
- 弘前医療福祉大学

## 卒業後の進路について

### 就職について
- 介護老人保健施設、介護老人福祉施設をはじめとした介護業務に就職する人が大半である。食育福祉専攻では調理師業務に就いている人が多いものとみられる。

### 編入学・進学実績
- 青森県立保健大学ほか編入学実績あり。